# Арісдорф
Арісдорф (нім. Arisdorf) — громада  в Швейцарії в кантоні Базель-Ланд, округ Лісталь.

## Географія
Громада розташована на відстані близько 70 км на північ від Берна, 4 км на північний схід від Лісталя.
Арісдорф має площу 10 км², з яких на 9,4% дозволяється будівництво (житлове та будівництво доріг), 56,5% використовуються в сільськогосподарських цілях, 34% зайнято лісами, 0,1% не є продуктивними (річки, льодовики або гори).

## Демографія
2019 року в громаді мешкало 1653 особи (+5,8% порівняно з 2010 роком), іноземців було 10,9%. Густота населення становила 165 осіб/км².
За віковим діапазоном населення розподілялося таким чином: 20,6% — особи молодші 20 років, 58,2% — особи у віці 20—64 років, 21,2% — особи у віці 65 років та старші. Було 672 помешкань (у середньому 2,4 особи в помешканні).
Із загальної кількості 509 працюючих 81 був зайнятий в первинному секторі, 195 — в обробній промисловості, 233 — в галузі послуг.